# Alter Graben (Emder Stadtgraben)

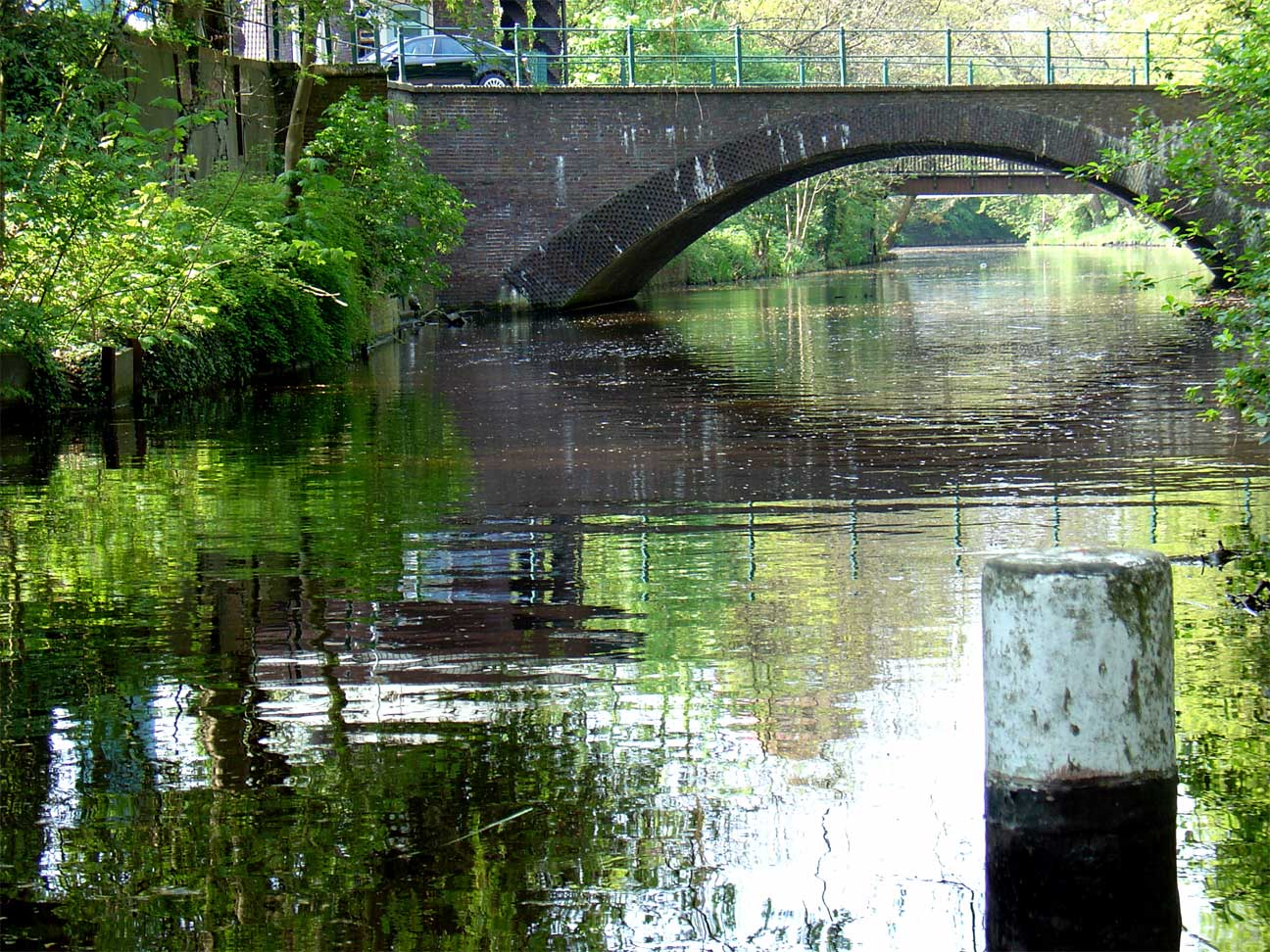
Alter Graben

Der Alte Graben ist ein Kanal in der ostfriesischen Stadt Emden. Er entstand im 16. Jahrhundert als Teil der Verteidigungsanlagen des ersten Befestigungsrings der Altstadt Emdens. Er bildete einst die Grenze zwischen dem dicht bebauten Stadtkern und dem offenen Marschlandschaft. Diese Grenze blieb auch nach der Anlegung des Emder Walls lange bestehen, da die durch die neue Stadtbefestigung an die Stadt angegliederten Vorstädte nur langsam bebaut wurden. 
Heute erstreckt sich der Alte Graben vom Wasserturm entlang der Abdenastraße, Jungfernbrückstraße, Agterum sowie der Straße Zwischen Beiden Bleichen. In Höhe der Kunsthalle Emden mündet das Hinter Tief in den Alten Graben. Der Alte Graben selbst beginnt am westlichen Ende des Emder Stadtgraben und mündet nach etwa einem Kilometer in Höhe der Nordertorstraße wiederum in den Emder Stadtgraben. 